# 1N4148

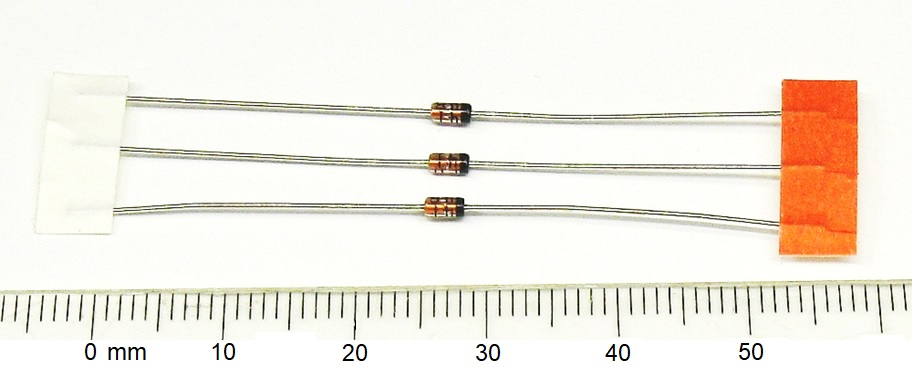
Diodes 1N4148 au format DO-35 axial encapsulées dans du verre.

La 1N4148 est une diode de commutation standard au silicium. Elle est parmi les diodes les plus populaires grâce à ses spécifications sûres et à son faible coût. Ce nom suit la nomenclature du JEDEC. 
La 1N4148 est fonctionnelle jusqu'à des fréquences de commutation d'environ 100 MHz avec un temps de recouvrement inverse inférieur à 4 ns. Elle est produite dans un boîtier SOD27/DO-35 en verre pour un montage traversant. Elle est utilisée dans les montages réalisés en composants discrets et sur les plaques de prototypages. Elle est aussi disponibles au format CMS, nommée 1N4148WS ou LL4148, dans un boîtier SOD80,,.
Étant la diode de commutation la plus produite actuellement, elle a remplacé l'ancienne 1N914, qui avait pratiquement les mêmes caractéristiques, excepté un courant de fuite 200 fois plus important : 5 µA contre 25 nA. Vu que le courant de fuite est une propriété indésirable, les fabricants de 1N4148 les vendent aussi sous cette référence. Cette diode est produite sous licence en seconde source par de nombreux fabricants ; Texas Instruments a référencé sa version de la diode en octobre 1966,. Cette diode a une popularité persistante dans les applications de faible courant.
Ce composant n'est plus produit par Phillips NXP, ni par sa filiale Nexperia, sa gestion est sous-traitée à un fabricant asiatique nommé TAK CHEONG.

## Caractéristiques principales
Source.
- VR = 75 V – tension inverse (pour courant inverse 5 µA[8])
- VRRM = 100 V – tension maximale inverse répétitive (pour courant inverse 100 µA[8])
- IF = 200 mA – courant moyen direct
- IFRM = 450 mA – courant crête direct répétitif
- IFSM = 1 A (durée de l'impulsion = 1 ms), 4 A (durée de l'impulsion = 1 µs) – courant crête direct non répétitif
- VF = 1 V à 10 mA — chute de tension directe
- PD = 500 mW – puissance dissipée
- TRR < 4 ns – temps de recouvrement inverse